# Teia (cràter)
Teia és un cràter amb coordenades planetocèntriques de -2.76 ° de latitud nord i 61.82 ° de longitud est, sobre la superfície de l'asteroide del cinturó principal (4) Vesta. Fa 6.69 km de diàmetre. El nom adoptat com a oficial per la UAI el 28 de febrer de 2012 fa referència a Teia Euphrosyne Ruffina, verge vestal romana.